# Žlabatka růžová
Žlabatka růžová (Diplolepis rosae), je malá parazitická vosička z rodu žlabatka (Deplolepis) z čeledi žlabatkovitých (Cynipidae). Její přítomnost na hostitelské rostlině je patrná zejména podle vytvořených hálek. Jejich tvorba je vyvolána reakcí růstového pletiva na látky obsažené ve slinách parazitujících larev.

## Popis
Samičky žlabatky růžové jsou dlouhé přibližně 4 mm, na spodní straně bříška a na dolních končetinách převládá oranžovožluté zbarvení, zatímco zbytek těla je černý. Samečci jsou rozeznatelní podle charakteristických žlutočerných nohou. Samička, je i bez oplození samečkem schopna naklást až 60 vajíček v každém infikovaném místě. Zjara se objevuje nejčastěji partenogenní generace, ve kterých tvoří samičky více než 99% populace. Je to způsobeno tím, že potomstvo vzniká především z neoplodněných vajíček (partenogenezí) po prodělané polyembryonii. Při ní se jediné neoplozené vajíčko nepohlavně rozdělí na velký počet zárodků, ze kterých se vyvinou dospělé samice. V potomstvu se tedy samci vyskytují jen velmi vzácně, protože jejich vznik je podmíněn pohlavním rozmnožováním. Larvy se líhnou týden po nakladení vajíček a hned se začínají živit okolními rostlinnými pletivy. Růži to stimuluje ke zvýšené tvorbě nových buněk v okolí larvy. Tato část hálky se nazývá nutriční jádro. To je z vnější strany chráněno vícerými vrstvami pletiv a na povrchu se tvoří mechu podobné výrůstky. Jednotlivé hálky jsou tvořeny více komůrkami, z nichž v každé se vyvíjí jedna izolovaná larva. Hálka může dosáhnout průměru až 10 cm. Během roku se zbarvení hálky mění od jasně zelené, přes červenou, karmínovou až po hnědou. Larva v hálce překonává pět vývojových stádií. V pátém stadiu (před zakuklením) přestane konzumovat potravu. V tomto stadiu přezimuje a k zakuklení dochází až v únoru nebo březnu následujícího roku. Dospělci se začínají objevovat na lo hálkách, které jsou stále připojeny ke stonkům, až v květnu. Prázdné hálky postupně chátrají a mohou na rostlině přetrvávat i více let.

## Rozšíření
Žlabatka růžová je holarktický druh, široce rozšířený v severním mírném pásmu. V palearktické oblasti se vyskytuje od severní Afriky, přes západní, střední a jižní Evropu, s přesahem do evropské části Ruska. Vyskytuje se i v Malé Asii a v západní a střední Asii. V roce 1868 byla zavlečena do Severní Ameriky spolu se svou hlavní evropskou hostitelskou rostlinou, růží šípkovou.

## Ekologie
Preferuje řídké lesy, lesostepi a parky. Její nejčastějším hostitelem bývá růže šípková (Rosa canina, ale parazituje i jiných druzích z rodu růže (Rosa), což se promítlo i do jejího druhového jména. Z dalších druhů, na kterých byla zjištěna její přítomnost, to jsou růže podhorská (Rosa dumalis), růže vinná (Rosa rubiginosa), růže měkká (Rosa villosa), růže Sherardova (Rosa sherardii), růže sivá (Rosa glauca), růže rolní (Rosa arvensis), růže převislá (Rosa pendulina) a růže drobnokvětá (Rosa micrantha). Vyskytuje se na divoce rostoucích keřích i na keřích pěstovaných v zahradách.
Hálky vytvořené žlabatkou se nejčastěji vyskytují na rostlinách vystavených stresu, například suchu. Častěji jsou infikovány mladé a poškozené rostliny, které mají tendenci vytvářet větší a početnější hálky, než starší jedinci. Zralé hálky jsou často napadány různými druhy přirozených nepřátel, nejčastěji ptáky nebo malými savci. Vyšší šance na dosažení stadia dospělosti mají jedinci vyvíjející se v hálkách umístěných ve spodních částech rostliny. Přítomnost žlabatky růžové nemá pozorovatelný vliv na celkový zdravotní stav hostitelské rostliny.

## Galerie

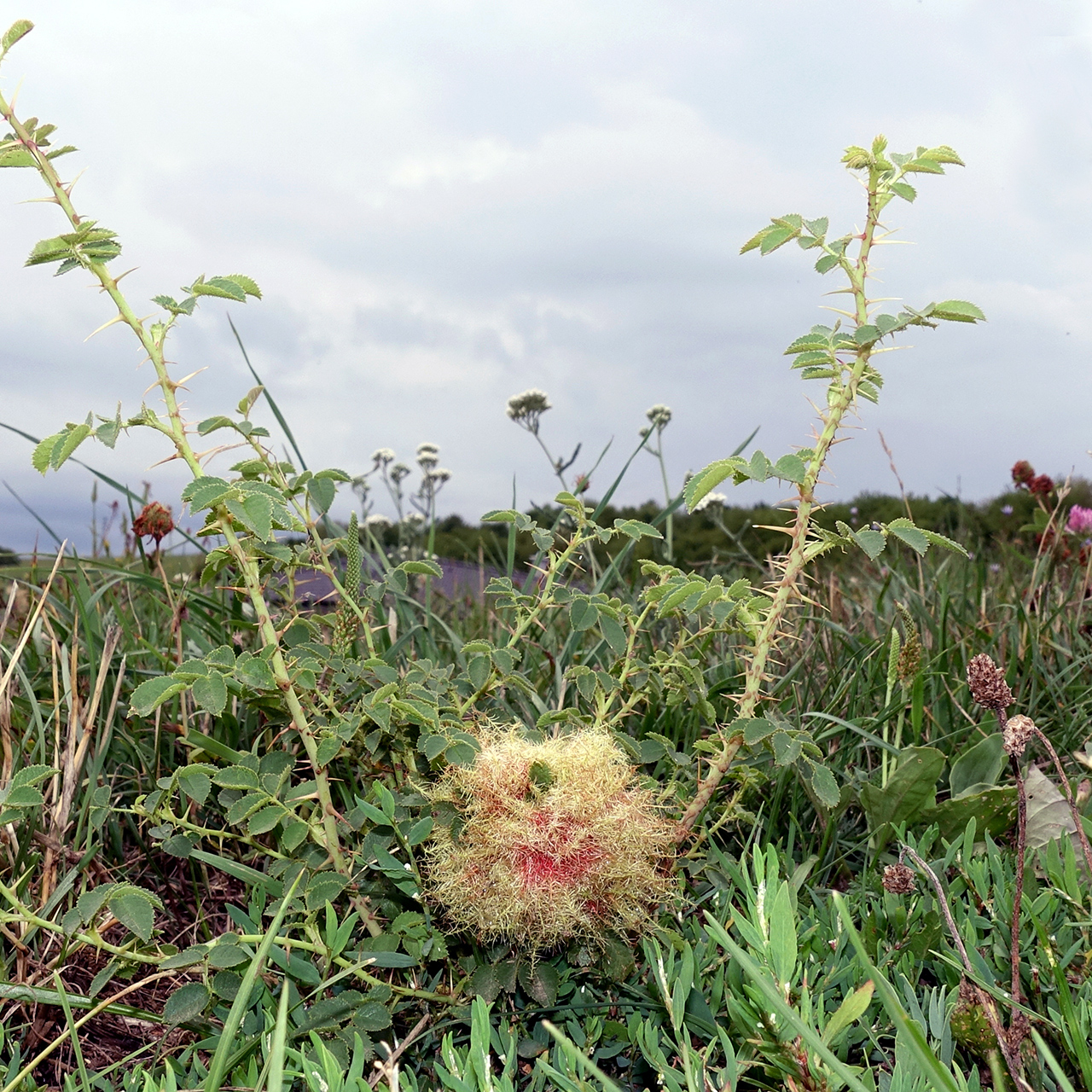
žlabatka růžová; hálka vytvořená na mladé rostlině těsně nad zemí (5 cm)
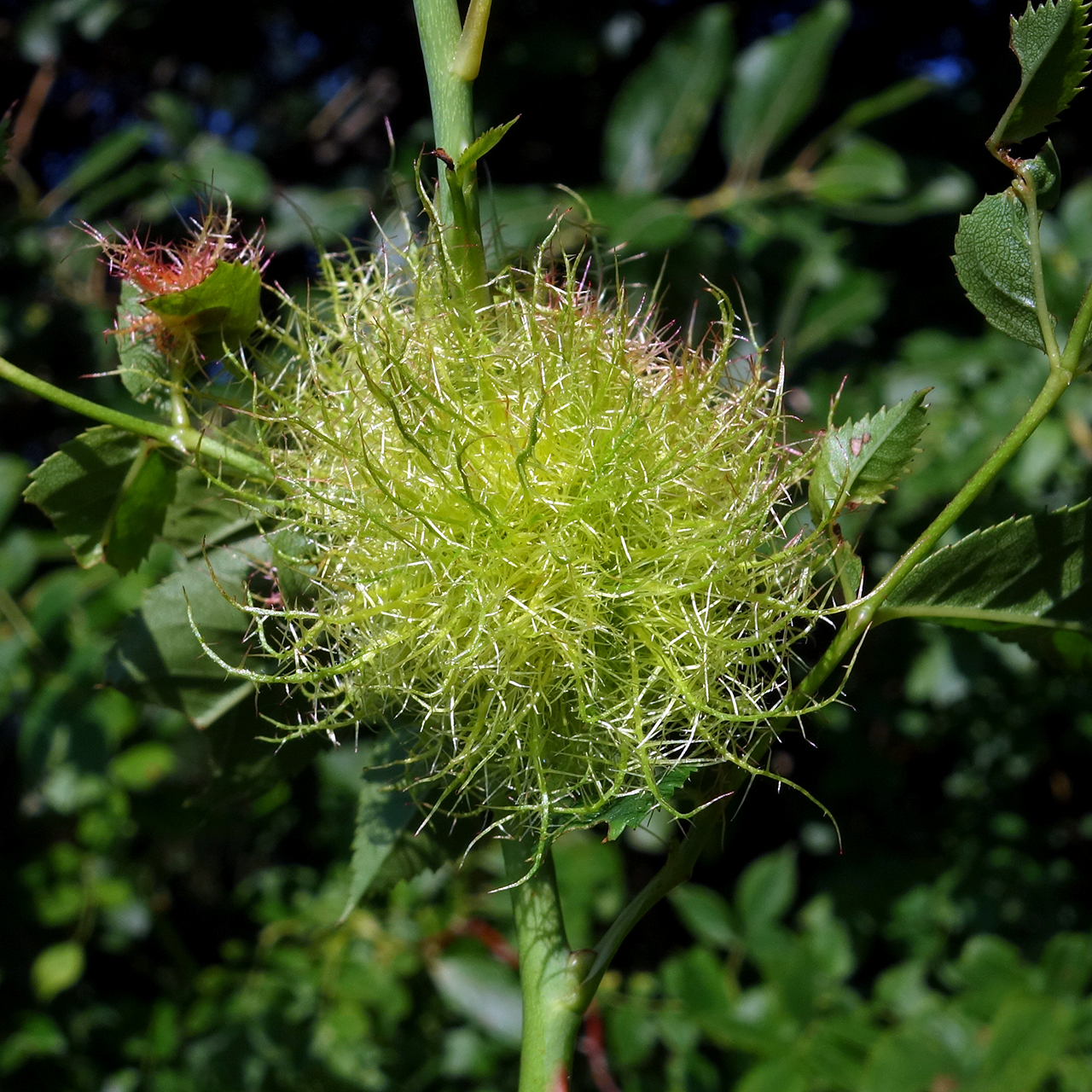
žlabatka růžová; hálka v raném stádiu vývoje
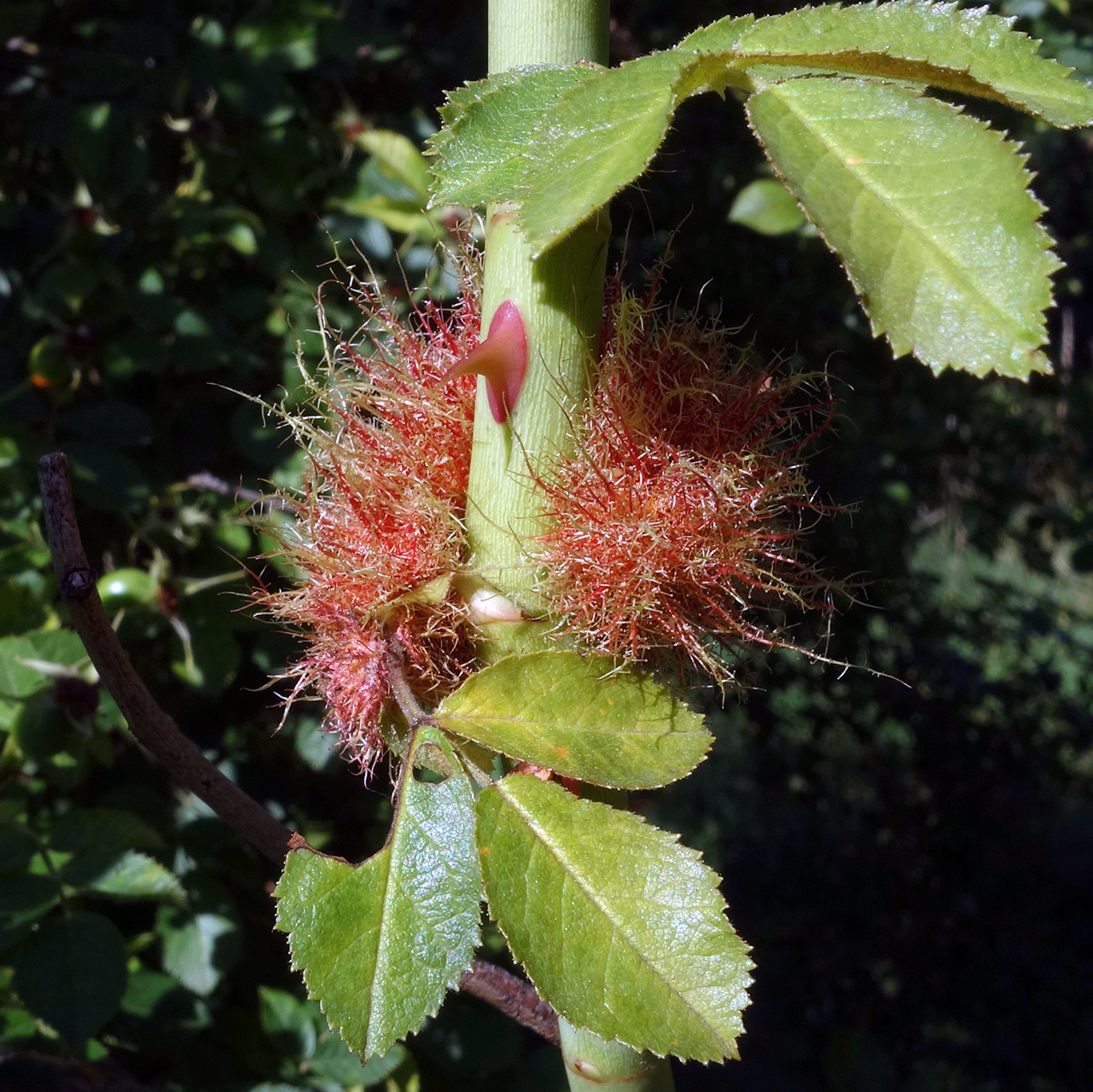
žlabatka růžová; hálka v raném stádiu vývoje
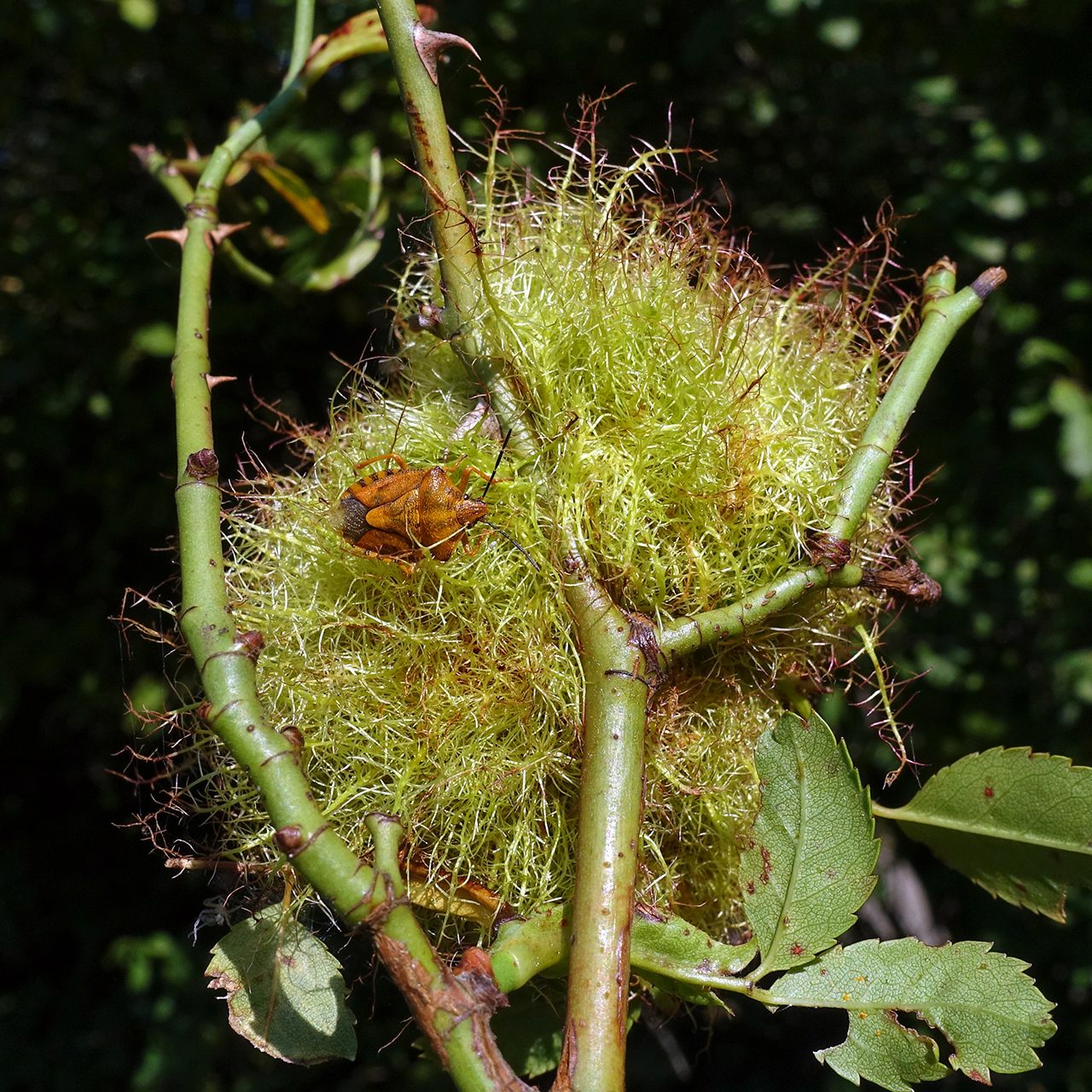
žlabatka růžová; zadní strana hálky
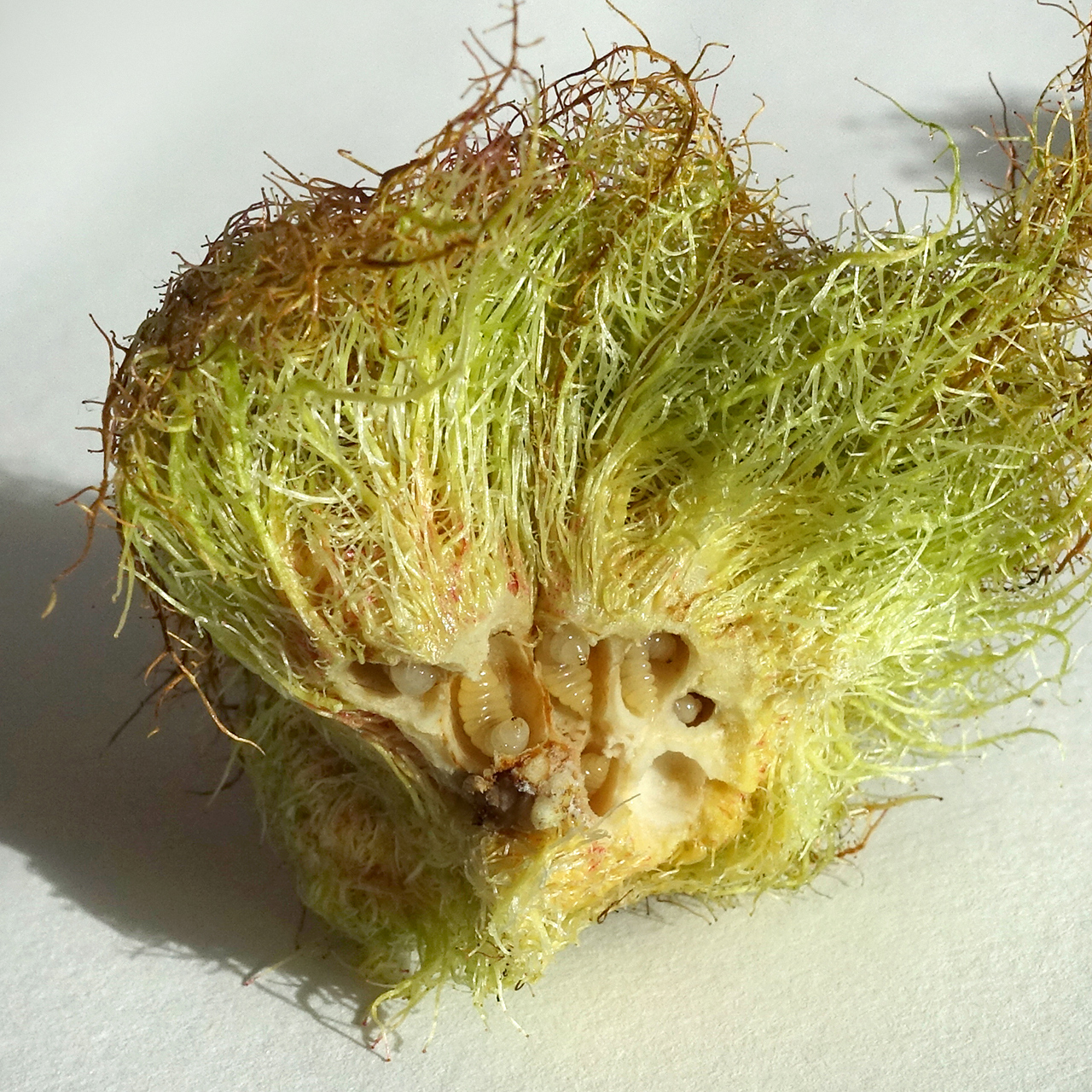
žlabatka růžová; řez hálkou s larvami a komůrkami
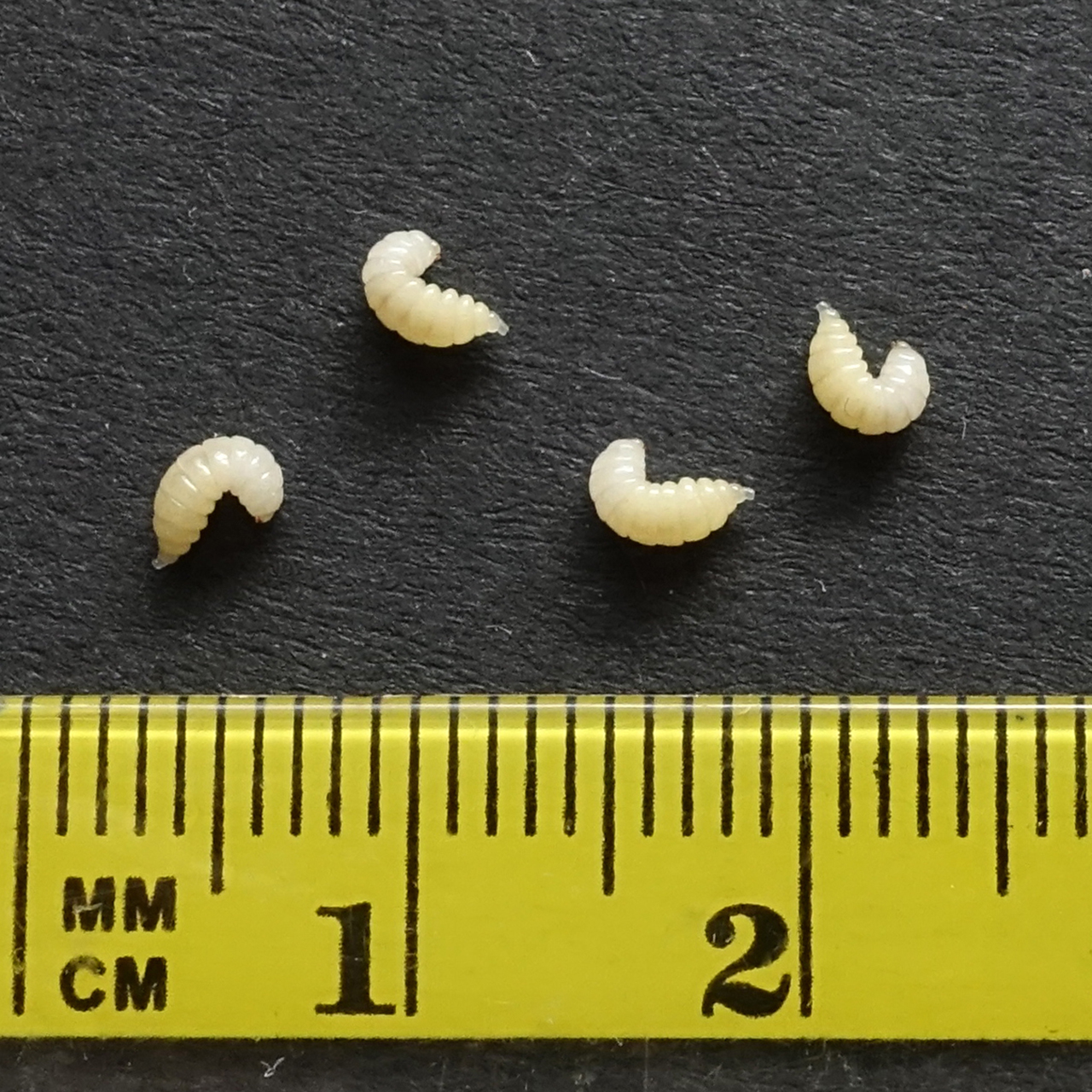
žlabatka růžová; larvy velikost
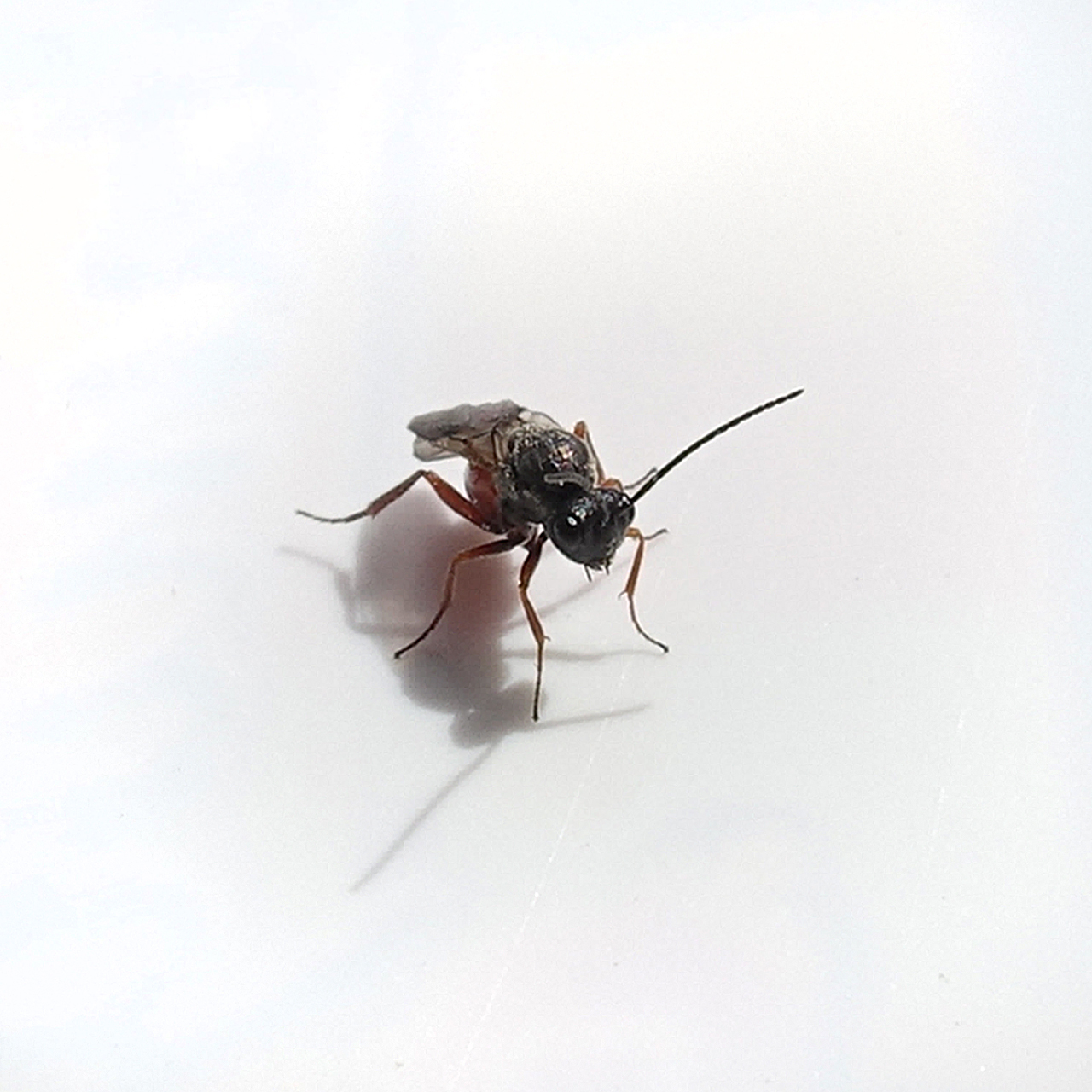
žlabatka růžová; dospělá samička
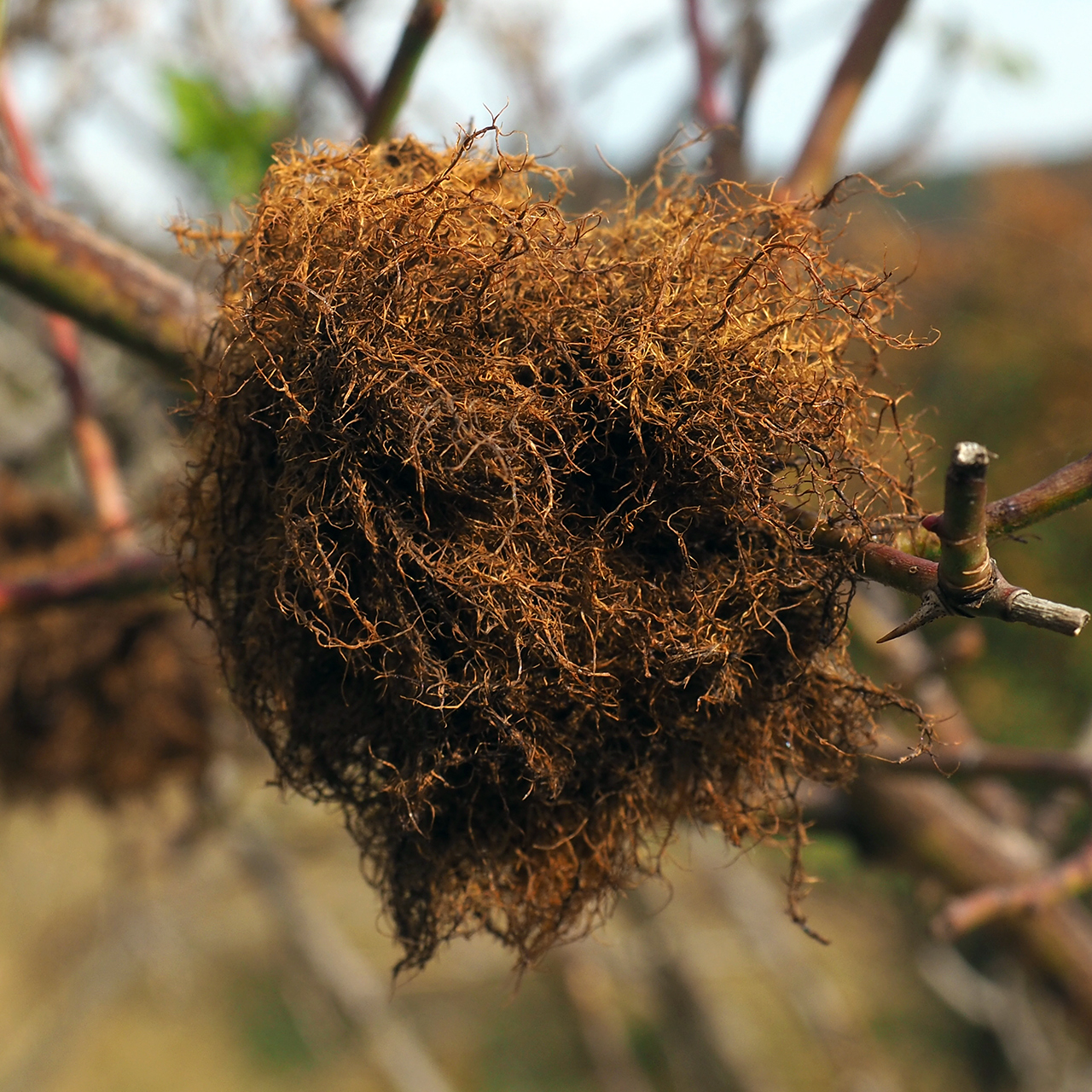
žlabatka růžová; hálka v pozdním stádiu vývoje
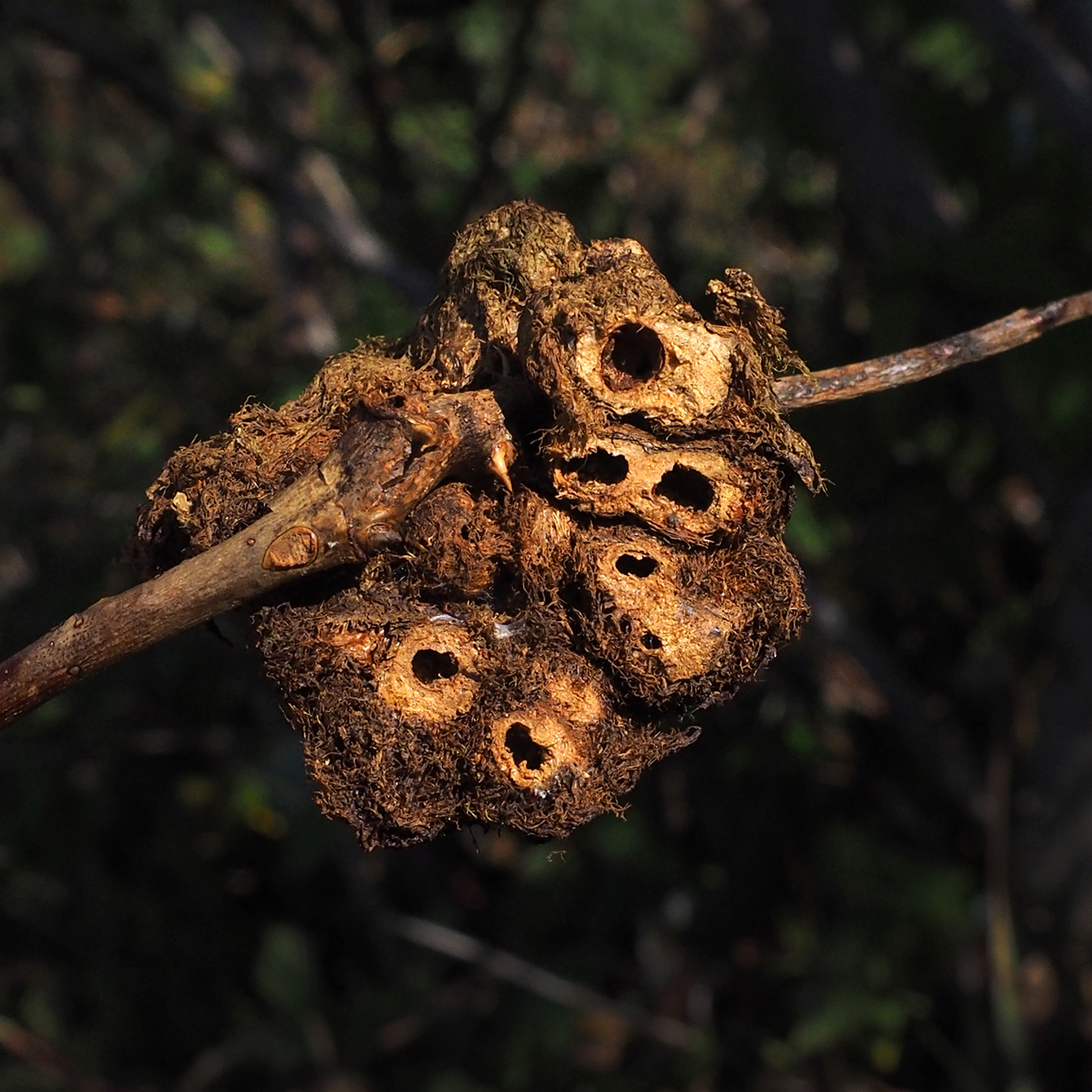
žlabatka růžová; prázdné komůrky na staré hálce